# Яншина, Фидан Тауфиковна
Фида́н Тауфи́ковна Я́ншина (урожд. Биккенина; 28 мая 1933, Хива, СССР — 17 сентября 2011, Москва, Российская Федерация) — российский геолог, философ, историк геохимии. Заместитель председателя Комиссии РАН по разработке научного наследия академика В. И. Вернадского, ведущий научный сотрудник Института геохимии и аналитической химии им. В. И. Вернадского РАН. Кандидат геолого-минералогических наук (1967), доктор философских наук (1999). Действительный член Российской экологической академии, член-корреспондент Международной академии наук экологии, безопасности человека и природы.

Семья Яншиных

## Биография
Родилась 28 мая 1933 году в Хиве, Узбекская ССР.

### Образование
В 1956 году окончила Московский нефтяной институт.
В 1963—1966 годах училась в аспирантуре Новосибирского государственного университета.

### Научная и организационная работа
В 1956—1963 годы работала в Институте нефти АН СССР.
В 1967 году защитила кандидатскую диссертацию по геологии фосфоритовых месторождений в Средней Азии. Работала в Новосибирском государственном университете ассистентом, а затем доцентом кафедры минералогии и петрографии, читала лекции по петрографии осадочных пород.
Переехала из Новосибирского Академгородка в Москву. В 1983—1986 годах работала старшим научным сотрудником в Минералогическом музее имени А. Е. Ферсмана, где занималась организацией выставок и созданием Дома-музея академика В. И. Вернадского.
С 1986 года работала старшим и ведущим научным сотрудником в Институте геохимии и аналитической химии имени В. И. Вернадского АН СССР / РАН.
В 1999 году в Российской академии государственной службы при Президенте Российской Федерации защитила диссертацию в форме научного доклада на соискание учёной степени доктора философских наук по теме «Мировоззрение В. И. Вернадского и философский контекст учения о биосфере и ноосфере» (Специальности 09.00.08 «Философия науки и техники» и 09.00.03 «История философии»). Официальными оппонентами выступили доктора философских наук и профессора К. Х. Делокаров, А. Н. Чумаков и А. Н. Кочергин. Ведущая организация — кафедра философии РАН.
Одновременно работала учёным секретарём, заместителем председателя Комиссии РАН по разработке научного наследия академика В. И. Вернадского (). Составляла, редактировала и издавала книги по истории науки (см. библиографию).
Скончалась 17 сентября 2011 года в Москве. Похоронена на Введенском кладбище (11 уч.).

## Семья
- Муж — А. Л. Яншин (1911—1999) — геолог, академик АН СССР/РАН.

## Награды и премии
- 1999 — А. Л. Яншину и Ф. Т. Яншиной была присуждена премия РАН за работы, посвященных творческому наследию В. И. Вернадского и серию статей по проблемам экологии.[5][6]
- 2008 — Золотая медаль имени В. И. Вернадского — за серию работ, посвящённых изучению и интерпретации естественно-философских трудов В. И. Вернадского.[6]
- — Медаль имени Е. Р. Дашковой.
- — Знак «Рыцарь науки и искусства» РАЕН.

## Членство в организациях
- Московское общество испытателей природы
- 2000 — Международная комиссия по истории геологических наук.
- 2001 — Заместитель председателя Комиссии РАН по разработке научного наследия академика В. И. Вернадского[7].